# 索尔托别
索尔托别，曾称绍尔托别，东干人称新渠，是哈萨克斯坦江布尔州科爾代區下辖的一个村。该村位于楚河沿岸，与吉尔吉斯斯坦城市托克马克相对。该村绝大部分居民为东干人，该村也是东干人的五大聚居地之一。索尔托别是吉尔吉斯著名歌剧演员、苏联人民艺术家侯赛因·穆赫塔罗维奇·穆赫塔罗夫的故乡。